# Islam à Besançon
Vous lisez un « article de qualité » labellisé en 2010.

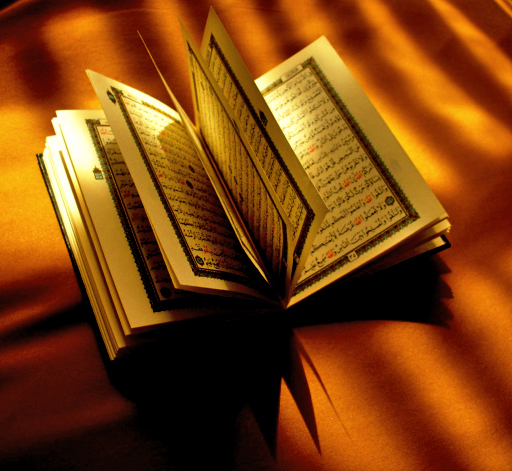
Le Coran, livre saint de l'islam.

La présence significative de l'islam à Besançon remonte à l'après-Seconde Guerre mondiale, et surtout à l'indépendance des pays du Maghreb. Avant cette époque, aucune source n'atteste l'existence d'une communauté musulmane bisontine, bien que des soldats coloniaux aient été en garnison dans la région, de 1870 aux années 1920. La 1re armée française, comprenant une grande partie de tirailleurs originaires des colonies françaises, s'est illustrée dans la région et a notamment libéré une partie du Doubs, du Territoire de Belfort et de l'Alsace en 1944-1945. Les coloniaux ayant survécu repartiront pour la plupart dans leur pays d'origine après la guerre, se disperseront un peu partout en France ou s'établiront dans la capitale comtoise.
Durant les années 1960, les premiers migrants originaires d'Afrique du Nord arrivent en métropole, la grande majorité d'entre eux étant musulmane. À partir de cette époque, le besoin de lieux de culte se fait de plus en plus ressentir de la part de cette nouvelle population. Pendant plusieurs décennies les fidèles, faute de véritables lieux de culte, suivent leurs rites le plus souvent dans des locaux vétustes ou des halls d'immeubles. Mais, en 1981, le centre culturel islamique de Franche-Comté, basé à Besançon, est créé ; l'association Sunna est ensuite fondée en 1987. Puis, à partir de la fin des années 1990 et particulièrement depuis les années 2000, les premières mosquées sont construites dans la capitale comtoise, comme la mosquée Sunna, la mosquée Al-Fath et, plus récemment, la mosquée de Fontaine-Écu.
En 2010, même si aucun document officiel au niveau communal ne le confirme (excepté les propos des principaux dirigeants spirituels de la ville), l'islam serait la seconde religion des Bisontins après le christianisme. D'après la radio France Bleu Besançon, la ville compte 15 000 musulmans ce qui représente environ 13 % de la population totale de Besançon.

## Histoire

### Contexte historique
L'islam est aujourd'hui la deuxième religion de France en nombre de fidèles et la première en nombre de pratiquants réguliers,. Au VIIIe siècle, la conquête musulmane met l'extrême Sud  de la France sous domination islamique et une partie plus importante à la portée d'expéditions musulmanes (Autun, Bèze en Bourgogne) jusqu'à la bataille de Poitiers en 732 où Charles Martel défait les troupes musulmanes. Les Croisades et la Reconquista en sont des prolongements, et la présence de musulmans sur le sol français devient négligeable. Puis, à partir de la Renaissance, la France entretient de nouvelles relations avec le monde musulman, que ce soit à travers l'alliance franco-ottomane de François Ier et Soliman le Magnifique, la course et le commerce méditerranéens, la Campagne d'Égypte, ou, à partir de 1830, la constitution de colonies et protectorats, notamment au Maghreb ainsi que dans certains pays d'Afrique subsaharienne, surtout à partir de la conférence de Berlin de 1884-1885.

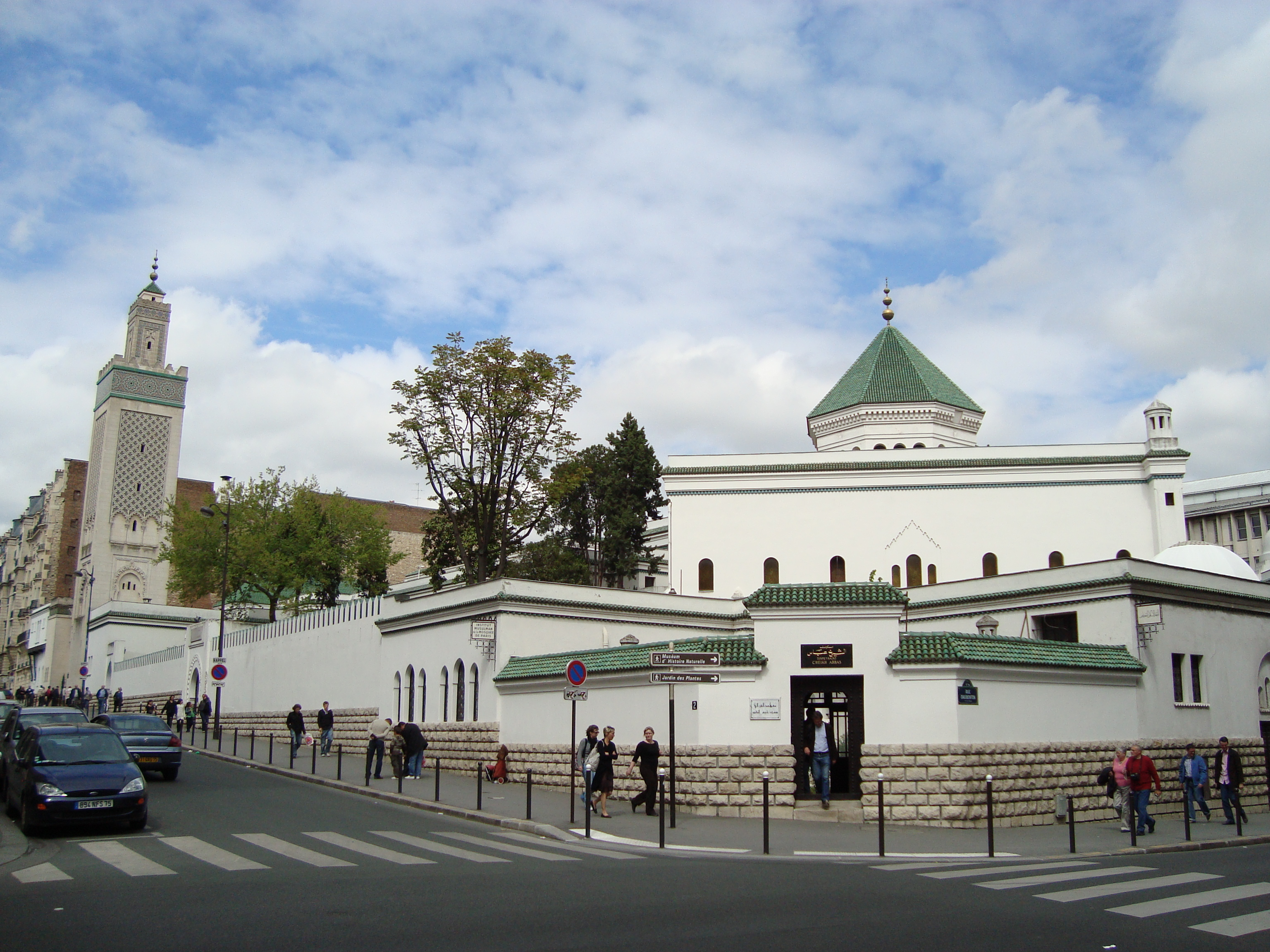
La Grande Mosquée de Paris, première mosquée en France métropolitaine (1922-1926).

L'islam, religion précoloniale dominante dans les départements français d'Algérie, pénètre sur le territoire français métropolitain avec les troupes supplétives coloniales engagées dans la Première Guerre mondiale, où près de 270 000 Maghrébins sont mobilisés parmi lesquels 190 000 prennent directement part aux combats en Europe, dont environ 19 % sont tués au front,. Après la victoire française, la majorité des survivants font partie des troupes d'occupation de la rive gauche du Rhin et, plus tard, de la Ruhr ou rentrent dans leurs pays d'origine. La présence de troupes « noires » est ressentie comme une insulte et un scandale en Allemagne, dans un contexte de racisme virulent : les troupes coloniales se voient alors attaquées dans la presse allemande et dans les discours des partis racistes, tels le NSDAP. Elles sont les premières rapatriées lors de l'évacuation de la Rhénanie,. Durant l'entre-deux-guerres, les coloniaux participent à l'économie industrielle du pays jusqu'à ce que des quotas d'immigration soient imposés durant le début des années 1930,.
Ces mêmes coloniaux participent également à la Seconde Guerre mondiale, et un grand nombre d'entre eux sont tués au combat, mais aussi lors de massacres perpétrés délibérément par l'armée nazie en 1940,. Après la Seconde Guerre mondiale, l'immigration proprement dite commence entre l'Afrique du Nord et la métropole, lorsque la France fait appel à ses colonies afin de combler le manque cruel de main d'œuvre. La fin de la guerre d'Algérie ainsi que la politique du regroupement familial accélèreront l'immigration, jusqu'aux années 1970 où la France stoppe petit à petit cette politique. À partir des années 1970, l'État français délègue aux pays d'origine des immigrés le soin d'encadrer, sur le plan religieux, les ressortissants étrangers présents en France,. Pourtant, la population musulmane du pays ressent de plus en plus le besoin d'exercer son culte et, même si le nombre de mosquées augmente (passant de cinq mosquées à environ 900 entre 1965 et 1985), le nombre de lieux de prières et d'imams reste insuffisant par rapport à celui des pratiquants. En 2003, le Conseil français du culte musulman et les Conseils régionaux du culte musulman sont créés. L'islam, traversé par diverses organisations et courants de pensée, est alors en voie d'être institutionnalisé, à l'égal des autres cultes présents en France.

### Histoire des musulmans bisontins
Besançon élit en 1896 le premier député musulman de France, le médecin Philippe Grenier (voir plus bas).

#### Le débarquement de coloniaux à Besançon et sa région

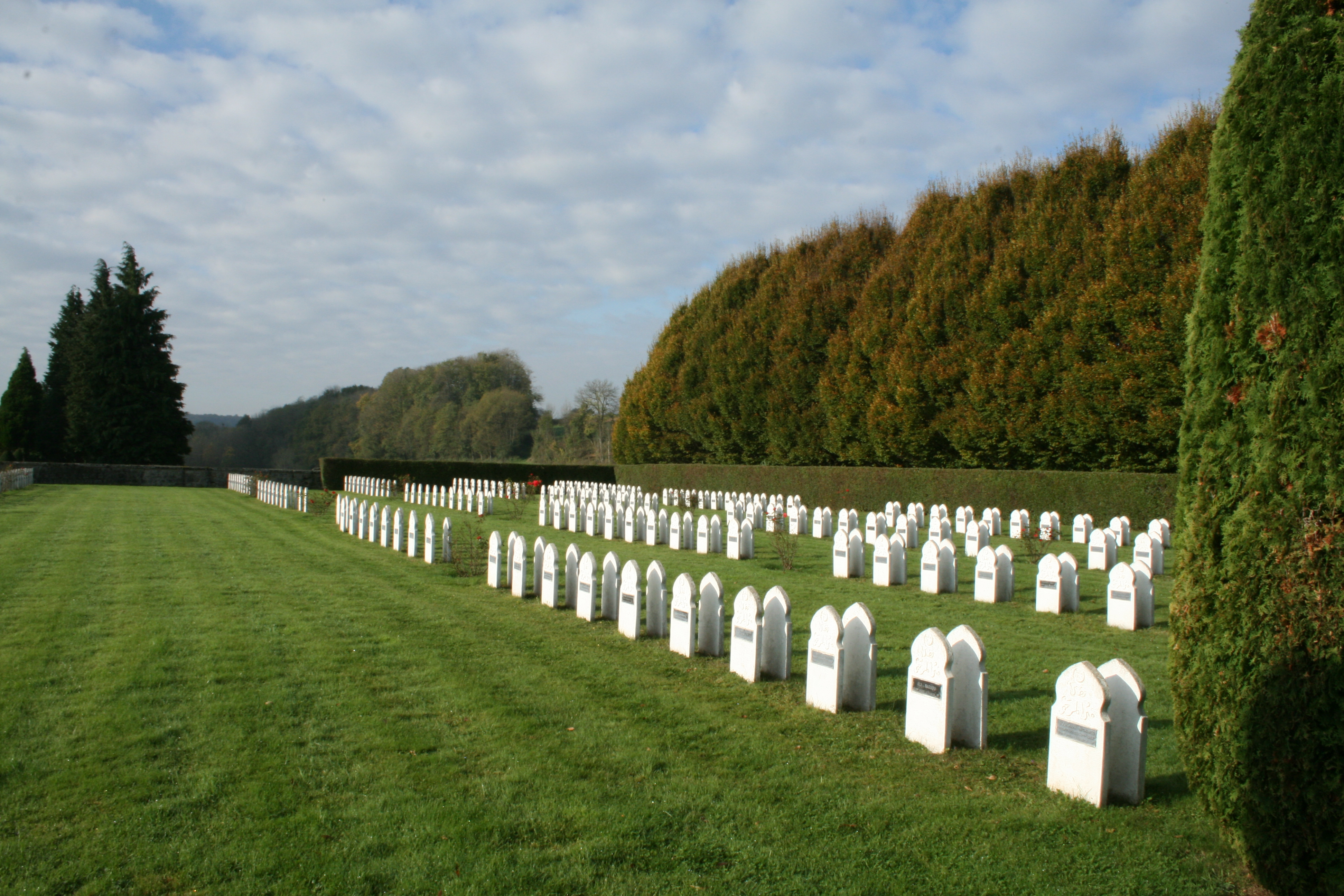
Quelques tombes musulmanes du cimetière militaire de Rougemont.

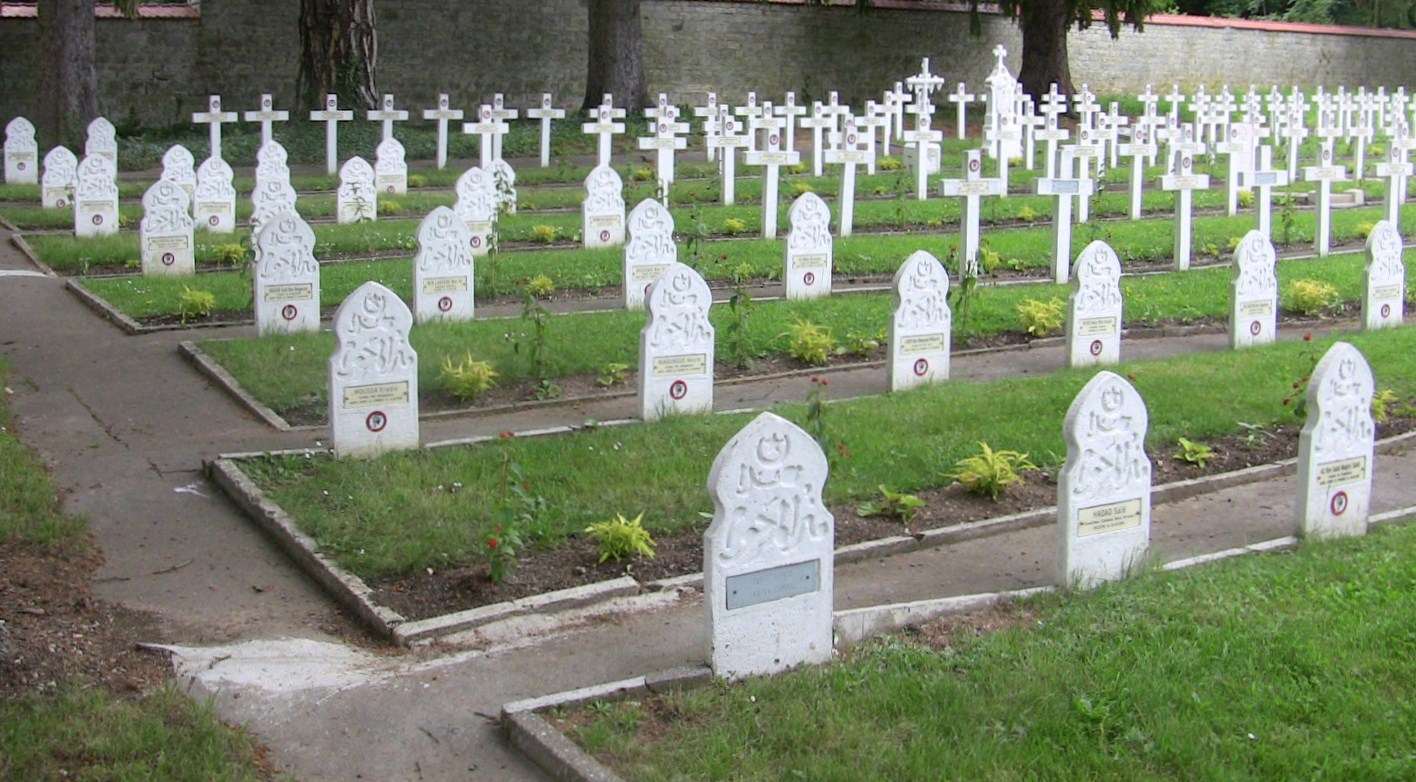
Carré musulman du cimetière de Saint-Claude de Besançon.

Après la guerre franco-prussienne de 1870 et surtout durant la première moitié du XXe siècle, la Franche-Comté, ainsi que le reste des régions frontalières de France, voit débarquer de nombreux soldats coloniaux dont beaucoup sont originaires du Maghreb. À la suite de la défaite du Second Empire face aux royaumes allemands unis derrière la Prusse en 1871, la France se prépare à la « Revanche » dès 1890, et enrôle de gré ou de force la population vivant dans ses colonies, en Afrique et en Indochine,. Un article du journal bisontin La Dépêche daté du 2 janvier 1910 dit ainsi que : 
« Puisque nous ne voulons plus avoir d’enfants en nombre suffisant pour tenir notre drapeau en face d’une Allemagne de plus en plus pléthorique, nous n’avons qu’une ressource : recruter des soldats parmi les hommes primitifs qui, sous notre domination, consentent à naître et à mourir. Donc, le plus tôt possible, il faut organiser ces troupes noires et arabes pour constituer une force incomparable de 200 000 hommes de métier. Oui, il faut créer l’armée noire, l’armée arabe, soutien de notre décadence,. »

La participation de soldats coloniaux dans la région de Besançon durant la Première Guerre mondiale est rappelée par la présence de tombes musulmanes situées dans le cimetière de Saint-Claude qui possède un carré musulman à la mémoire des soldats tombés lors des deux guerres mondiales, et compte une vingtaine de stèles orientales. Cependant, la présence de coloniaux avant et pendant la Première Guerre mondiale à Besançon semble secondaire, et il faudra attendre la Seconde Guerre mondiale pour que de véritables « armées indigènes » se battent en Franche-Comté. Une plaque commémorative située près du casino de Besançon rend hommage aux soldats de la 1re armée française qui se sont battus dans le Doubs ; il y est écrit : 
« À la Mémoire des 14.000 Morts Aux Combats de la PREMIÈRE ARMÉE FRANÇAISE - Armée d'Afrique (Armée B) qui, après des combats en Tunisie et en Italie, va débarquer en Provence avec une partie du 6e Corps d'Armée Américain, libérer Toulon et Marseille, puis arriver en un temps record dans le Doubs, où la difficulté du ravitaillement l'immobilise 2 mois. Le Général de Lattre de Tassigny qui commande cette unité procède à Besançon en son P.C. rue Lecourbe, à l'amalgame entre les volontaires issus de la Résistance (Forces Françaises de l'Intérieur), et les unités d'Afrique. C'est dans le Doubs au P.C. de Montbéliard que l'Armée (dite l'Armée B) prendra le nom de Première Armée Française.

Le 14 novembre 1944, l'offensive libère le reste du département du Doubs, le Territoire de Belfort et l'Alsace, puis traverse le Rhin et poursuit l'ennemi jusqu'en Autriche. Le 8 mai 1945 son chef le Général de Lattre de Tassigny signe au nom de la France la capitulation à Berlin. Les armes de Colmar deviennent son insigne, les deux grands fleuves son appellation : Rhin et Danube. »
Preuve de la présence de nombreux coloniaux près de Besançon durant cette guerre, le cimetière militaire de Rougemont accueille 2 169 tombes de combattants français tous tombés lors de la Seconde Guerre mondiale, dont 1 251 ornées d’une stèle musulmane. Une statue intitulée Les Sentinelles de la Mémoire située dans la promenade des Glacis rend hommage aux combattants étrangers, toutes origines confondues. La plupart des survivants présents dans la région s’établissent à Besançon après la guerre, notamment parce que le gouvernement de l'époque n’avait pas prévu de rapatriement pour ces populations.

#### De l’appel au front à celui de la main d’œuvre

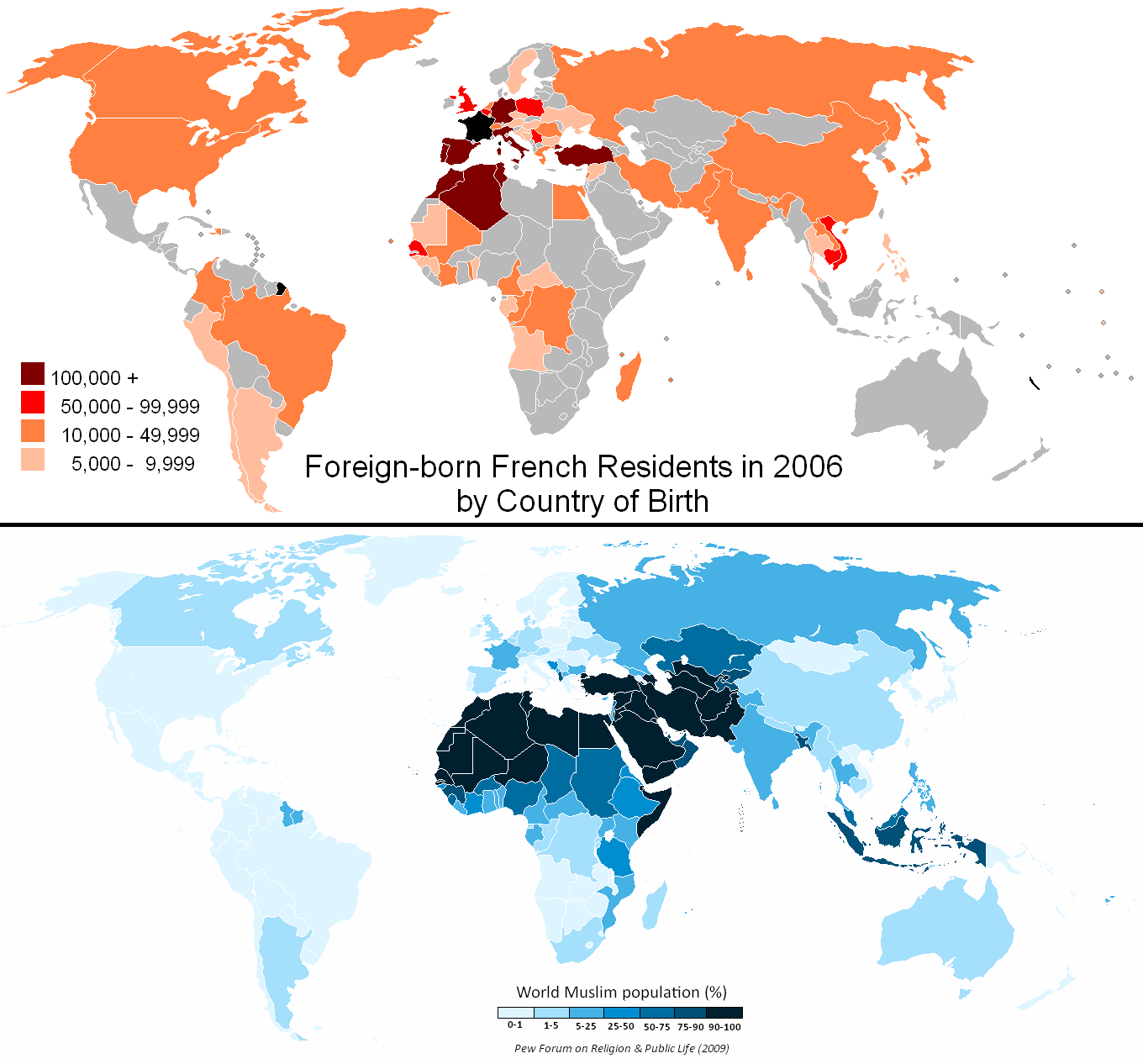
En haut : pays d'origine de l'immigration en France ; en bas : la population musulmane du monde par pays (1999).

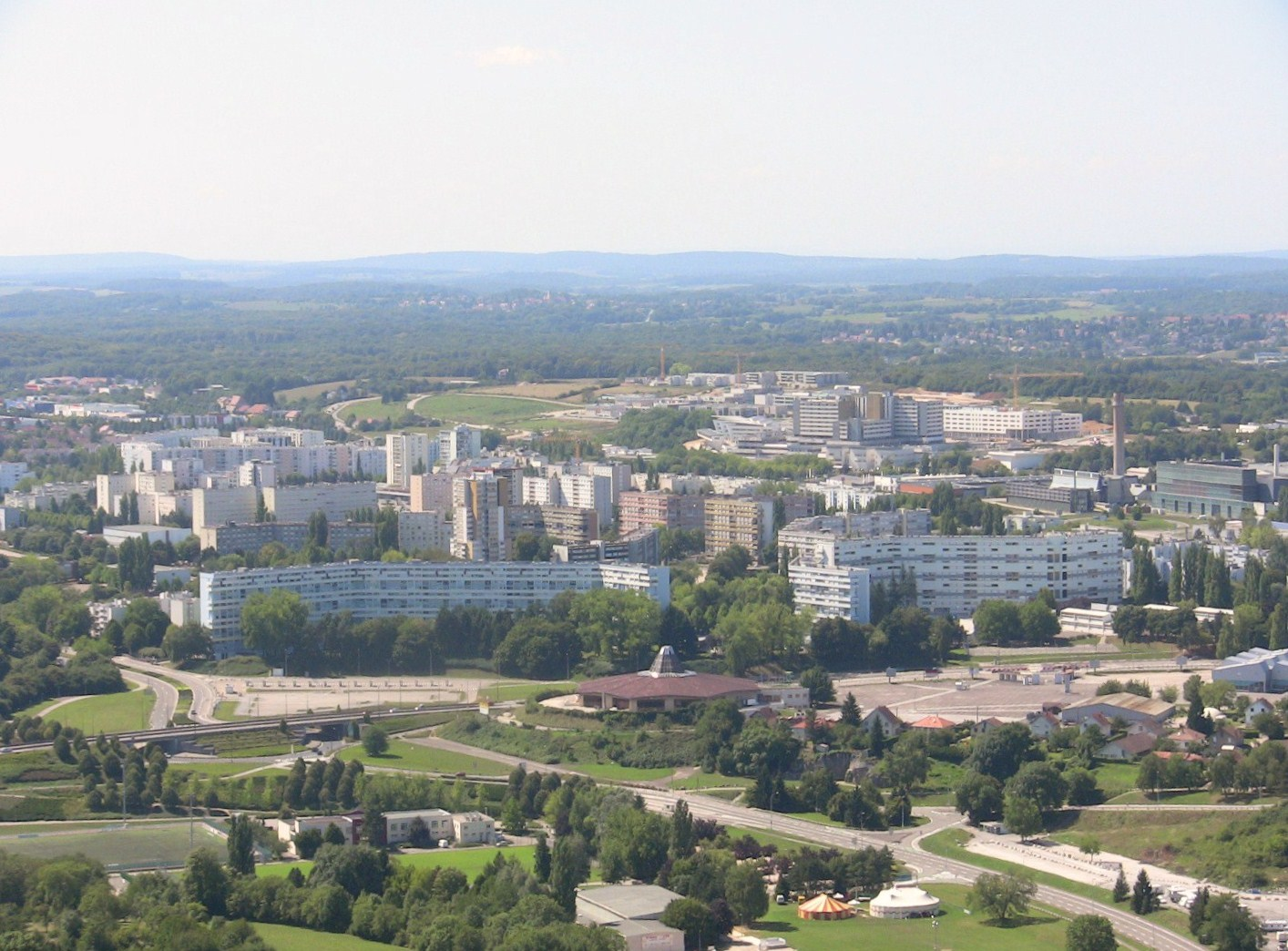
Les immigrés nord-africains ont participé à la construction de nombreux quartiers de Besançon. Ici le secteur de Planoise, bâti de 1959 à 1968.

La ville de Besançon est depuis toujours une cité cosmopolite ayant accueilli et accueillant encore des populations aussi diverses que lointaines, le plus souvent pour des raisons économiques. Une première communauté juive est établie au Moyen Âge à Besançon avant que les Juifs ne reviennent dès la fin du XVIIIe siècle, puis les Suisses débarquent dans la région au XIXe siècle et y fondent l'essentiel de l'activité horlogère, suivis des Portugais, des Espagnols et des Italiens dans les années 1930 pour la main-d'œuvre. C'est donc dans ce contexte que la ville est une terre d'accueil, notamment pour les futurs flux migratoires venus d'Afrique et d'Asie qui interviennent à partir de la Première Guerre mondiale mais surtout à la suite de la Seconde.
L'immigration des populations issues des ex-colonies et protectorats a joué un rôle majeur dans l'apparition de l'islam en France. L'immigration maghrébine proprement dite intervient dès le début des années 1950, mais plus particulièrement à partir des années 1960, lorsque les pays du Maghreb obtiennent leur indépendance, jusqu'aux années 1970 et 1980 pour le Maroc. Le fait que les musulmans algériens étaient, de 1947 à 1962, des migrants régionaux comme les Bretons et les Corses avec le droit de vote, les mêmes droits et devoirs que les autres citoyens français, a largement contribué à l'exode de cette population à Besançon, comme partout dans l'Hexagone. Cette liberté d'immigration accordée aux Algériens de la part de l'État français, et ce même après l'indépendance du pays en 1962, s'explique par la croissance économique sans précédent de la France nécessitant une énorme main d'œuvre ; et la ville de Besançon n'est pas en reste. En effet, la ville connaît à cette époque une véritable explosion démographique, qui s’accompagne d’une croissance économique considérable et, même si de nombreux immigrés italiens, espagnols et portugais viennent s'établir et travailler dans la ville, le manque de main d'œuvre reste récurrent et nombre d'entrepreneurs de travaux publics de la capitale comtoise décident de faire appel à des nord-africains. En plus de la croissance industrielle représentée par le secteur de la confection et des textiles artificiels mais aussi de l'horlogerie, des industries alimentaires ou encore de la mécanique de précision, la main d'œuvre est très demandée lors de l'urbanisation de la ville, où des quartiers comme Planoise, les 408, les Clairs-Soleils, Palente-Orchamps ou encore Montrapon-Fontaine-Écu sont construits.
Cependant, la fin des années 1970 marque un tournant de cette période : à la suite de la fermeture de nombreuses usines bisontines (Lip en 1977, Rhodiacéta en 1982 ou encore Kelton peu après) et à plusieurs crises, le travail se fait plus rare et les conditions de vie se dégradent, notamment pour les étrangers. La politique d'immigration se durcit à partir de 1974, bien que de nombreux Algériens s'établissent dans la capitale comtoise après cette date et notamment en 1976, année d'apogée de l'immigration algérienne à Besançon. Quant aux Marocains, ils immigrent significativement à Besançon à partir de 1968 et leur population ne cesse de croître jusqu'aux années 1980. Cette poursuite de l'immigration maghrébine bien après l'arrêt de l'immigration massive peut s'expliquer par la politique du regroupement familial,, permettant au conjoint et aux enfants de moins de 18 ans d'un ressortissant étranger régulièrement autorisé à résider sur le territoire français à venir le rejoindre.
Une interview d'Abderrahmane Lahlou, consul d'Algérie à Besançon, datant de 1982 montre à quel point l'immigration algérienne a été importante à Besançon ainsi qu'en Franche-Comté, changeant le visage de la population et apportant de nouvelles coutumes ainsi qu'un autre culte, l'islam, représenté par diverses associations et également par le consulat algérien de la ville. Un reportage datant de la même année rapporte que 50 000 musulmans vivaient en Franche-Comté à cette époque.
|           | 1946 | 1954 | 1962 | 1968 | 1971 | 1972 | 1973 | 1974 | 1975 | 1977 | 1979 | 1981 | 1983 | 1990 | 1999 |
| Algériens | 0    | 282  | 1034 | 1416 | 1899 | 2201 | 3652 | 3793 | 3837 | 3100 | 2695 | 2622 | 1718 | 2024 | 1545 |
| Marocains | 0    | 3    | -    | 228  | 389  | 639  | 795  | 901  | 934  | 1134 | 1251 | 1231 | 1473 | 2057 | 1300 |
| Tunisiens | 0    | 2    | -    | 36   | 142  | 241  | 299  | 300  | 297  | 300  | 299  | 332  | 313  | 316  | 288  |
| Turcs     | 1    | 3    | -    | -    | 27   | 49   | 120  | 114  | 154  | 282  | 287  | 341  | 327  | 464  | 522  |

#### L'intégration des étrangers arabo-musulmans
Les anciens soldats qui ont choisi de s'établir dans la ville ont occupé pendant des années des casemates abandonnées dans les glacis (près de la gare Viotte), et vivaient dans des « conditions effroyables », avant que des personnalités de la ville comme le maire Jean Minjoz, le franc-maçon Henri Huot, le pasteur protestant Jean Carbonare ainsi que l'abbé Chays s'allient pour leur assurer des conditions de vie décentes. Dans les années 1960, plusieurs « cités » de transit sont alors construites pour accueillir les anciens coloniaux mais aussi les immigrés nord-africains fraîchement débarqués pour la main d'œuvre ; parmi ces groupes de logements figurent les Founottes devenues plus tard l'Escale, l'Amitié ou encore les Acacias.
La cité des Founottes devient, dès le début des années 1960, un véritable bidonville de transit, où une trentaine de familles formant une communauté de plus de 300 personnes constituée majoritairement d'Algériens et de quelques gitans, vivent entassées dans des baraques en tôle sans chauffage ni lumière. En 1969, la municipalité décide de détruire ces « taudis » au profit d'immeubles en dur, et en profite pour changer le nom des Founottes en cité de l'Escale probablement pour ne plus associer le site à un bidonville. Cependant, ces logis deviennent pour la plupart vétustes à partir des années 1980, ce qui suscite une nouvelle mobilisation des services municipaux qui décident de détruire ces logements permettant ainsi la construction d'une route.

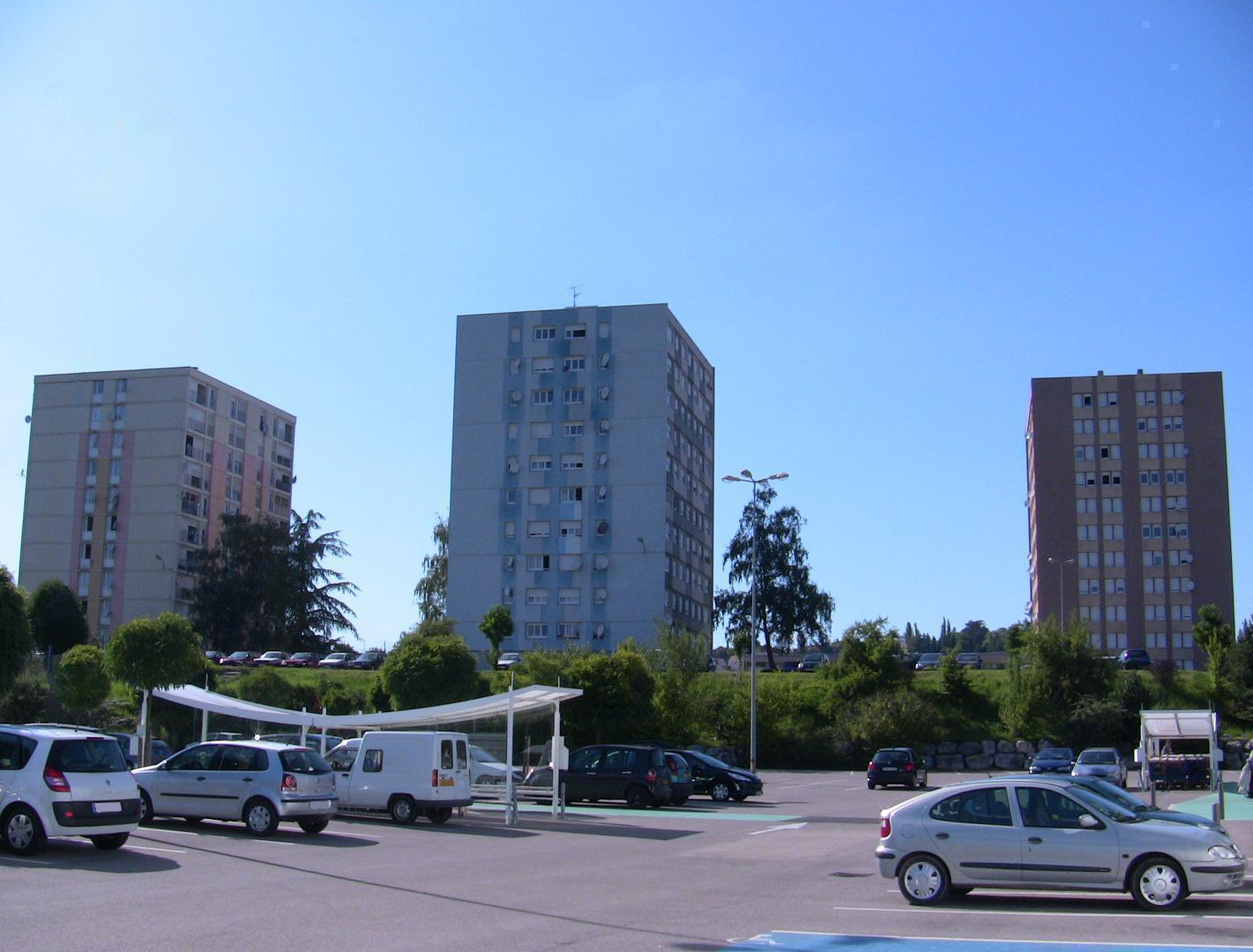
Les trois tours de la cité de l'Amitié, 2009

Le secteur de l'Amitié est, quant à lui, constitué de trois tours situées dans le quartier de Saint-Ferjeux opérationnelles à partir de 1968 et pouvant accueillir jusqu'à 80 familles dont une grande majorité étaient d'origine étrangère ; contrairement à l'Escale le secteur ne subira aucun changement majeur depuis sa construction. Enfin, la ville compte une dernière cité de transit, elle aussi située dans le quartier de Saint-Ferjeux : la cité des Acacias, où 431 personnes réparties dans 120 logements dont des Algériens, des Marocains, ainsi que des Turcs, vivent. Alors que cette cité devait être détruite dans les années 1990, elle échappe à la démolition grâce à la mobilisation des habitants qui réhabilitent parfois eux-mêmes les bâtiments afin que le quartier ne se transforme en « taudis ».
Les autres immigrés originaires d'Afrique du Nord se répartissent également dans d'autres nouveaux quartiers de la ville, comme aux Clairs-Soleils, à Montrapon-Fontaine-Écu, et par la suite à Planoise, aux Orchamps et à Palente ou encore aux « 408 ». Un reportage de France 3 montre les difficultés d'intégration de la communauté à Montbéliard et sous-entend qu'elle n'est pas aussi malaisée à Besançon, où une jeune femme kabyle a déclaré que le fait d'être musulmane ne posait pas de problème, et qu'elle sortait même plus librement qu'en Algérie.

#### L’organisation d'une communauté musulmane

Le consulat algérien de Besançon.

La première vraie institution arabo-musulmane est le consulat algérien de la ville, établi à Besançon depuis la fin des années 1960 dans le quartier des Chaprais afin de faciliter les démarches administratives de la communauté algérienne de la ville, qui est dès cette époque l'une des plus importantes de la cité. Cependant le consulat ne peut régler les problèmes de la population liés aux cultes et au cadre de vie, et même si la ville dispose d'une mosquée à cette époque, les infrastructures et les moyens restent très insuffisants. En effet, un reportage de 1982 présente la mosquée centrale de Besançon, alors petit bâtiment vétuste en préfabriqué, et donne une interview de Rabah Doudou, président de l’époque de l’Association des Musulmans de Franche-Comté. La vétusté des infrastructures religieuses est de nouveau décrite dans un second reportage de France 3 de 1984 sur la fête du mouton : les modestes lieux de culte bâtis dans la ville rendaient en effet la pratique de la religion difficile, même si l'une des personnes interviewées note qu’il est plus facile de pratiquer son culte qu'auparavant. Ahmed Dahmani, actuel imam de la mosquée de Planoise, raconta lors d'une interview qu'une centaine de fidèles priaient dans les années 1970-1980 à Besançon, dans l’ancien cinéma Montjoye avenue Montrapon ainsi qu'au foyer de l’AATEM, avenue Clemenceau, puis rue de Vesoul et au chemin des Montarmots, ainsi que dans une cave au numéro 8 de l’avenue Île-de-France et enfin dans les années 1990, au pied de l’immeuble du 9 rue de Cologne à Planoise.

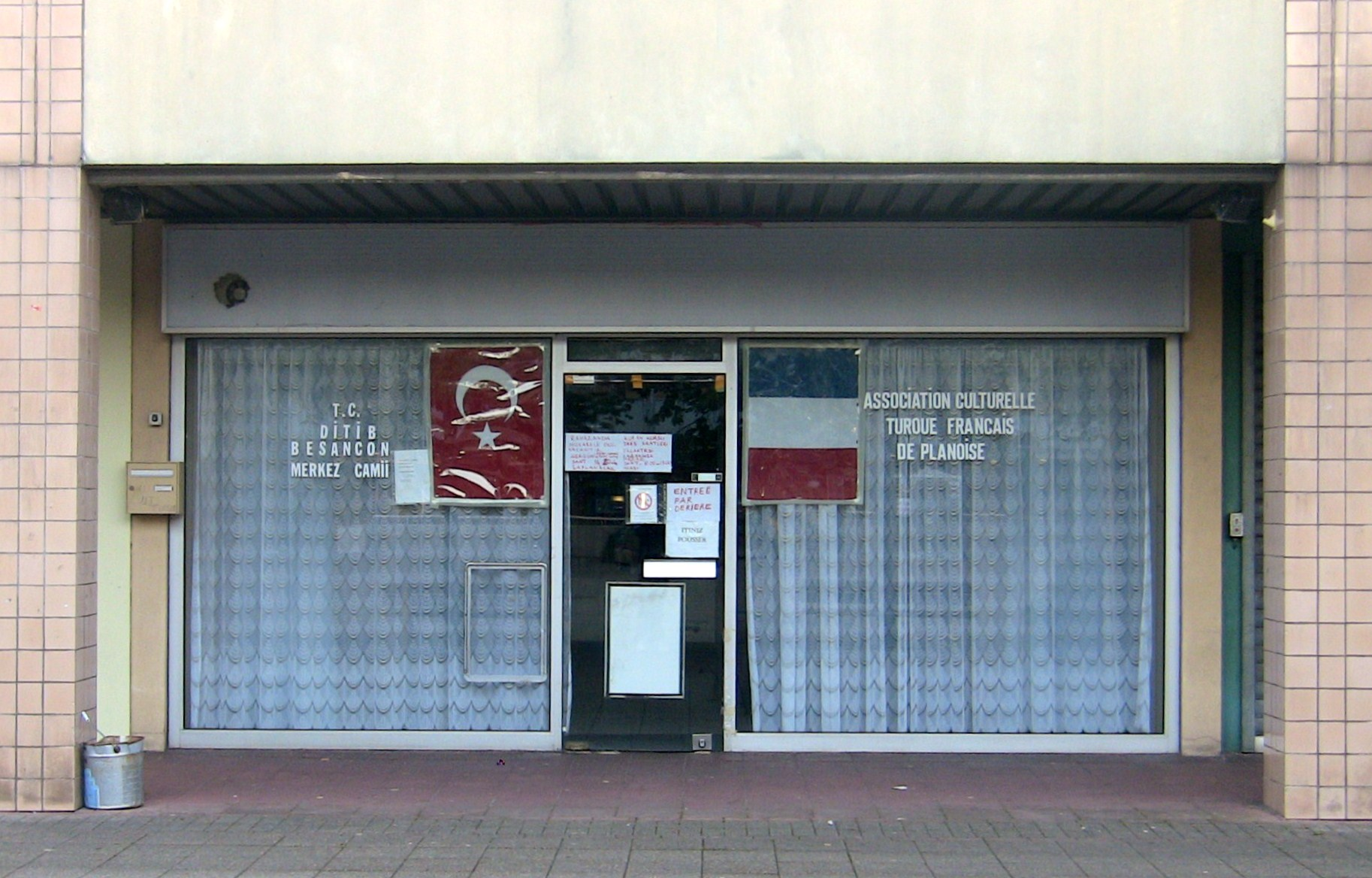
L’Association culturelle turque française.

Il faut attendre 1987 pour que se forme une véritable association pour les musulmans de la ville. Après plusieurs décennies passées dans des caves ou des halls d'immeubles faisant office de lieu de culte pour la plupart (islam des caves), les musulmans de Besançon peuvent désormais pratiquer leurs rites religieux par le biais de l'association Sunna. Cette congrégation, maintenant située dans le quartier de Saint-Claude, est créée en 1987 dans une salle de prière du secteur des Montarmots à l'instigation d'étudiants musulmans voulant répondre aux besoins cultuels et éducatifs des musulmans de la ville. Peu à peu d'autres associations prennent forme et s'organisent : sont créées par la suite l'Association Culturelle des Turcs de Besançon et l'Amicale Franco-Turque de Besançon-Planoise, présentes à la salle de prière de Châteaufarine, ainsi que l'Association de la Jeunesse Musulmane de Besançon et l'Association islamique des Turcs de Besançon situées quant à elles dans la salle de prière des Clairs-Soleils. Pendant les années 1990 le nombre d'associations et de salles de prières se multiplient, mais il faut néanmoins attendre le XXIe siècle pour que des fidèles bisontins puissent pratiquer leur culte dans de véritables mosquées.

#### L’affaire des sept islamistes
Un événement a contribué à la dégradation de l'image des musulmans bisontins.
Le 13 novembre 2007, sept musulmans dont trois d'origine française, trois autres d'origine bosniaque et un dernier originaire d'Algérie, sont arrêtés avec une dizaine d'armes de poing et notamment une Kalachnikov, alors qu'ils prévoyaient de « faire un djihad » ou de préparer un attentat. Six des sept hommes résident alors dans les quartiers de Planoise, Saint-Claude et Saint-Ferjeux, le dernier logeant dans un immeuble de Pontarlier. Ils semblent s'inspirer de forums radicaux et de divers sites Internet sur les conflits et attentats au Proche-Orient. Adeptes de l'islamisme, les prévenus sont mis en examen pour « association de malfaiteurs en lien avec une entreprise terroriste » et « infraction à la législation sur les armes » et incarcérés en attendant leur procès à Paris. Deux autres personnes basées à Carcassonne ayant des liens de parenté avec l'un des radicaux de Besançon étaient en relation directe avec le groupe bisontin, s’entraînant également au tir avec le groupuscule franc-comtois.
Les sept hommes originaires de Besançon, fidèles de la mosquée Sunna de Saint-Claude, étaient surveillés par les Renseignements généraux depuis plus de deux ans à cause de leur radicalisation,. Ils sont accusés d'avoir préparé un attentat terroriste, et d'avoir tenté d'évincer un imam d'une salle de prière de la ville pour prendre le contrôle d'une mosquée, essayant ainsi de radicaliser un plus grand nombre de personnes. Leur procès s'est tenu à Paris à partir du 26 mai 2010, au terme duquel des peines allant de un à cinq ans de prison ont été requises à l'encontre du groupuscule bisontin ainsi que deux autres personnes, mais les sentences prononcées n'ont pas excédé un an de prison ferme.

#### La communauté arabo-musulmane auXXIesiècle
Les musulmans de Besançon sont majoritairement maghrébins, "arabo-musulmans" même si une part importante de leurs parents est de langue berbère (tachaouit particulièrement). Mais une proportion croissante est d'origine turque. Turcs et Maghrébins sont très majoritairement sunnites (de rite malèkite pour les Maghrébins, hanéfite pour les Turcs). Mais des Bisontins sont aussi de confession alevi (une branche du chiisme).
Le XXIe siècle est synonyme de prospérité pour la communauté de Besançon. En effet, les musulmans disposent dès lors de véritables lieux de cultes en nombre suffisant, comme à Saint-Claude (moquée Sunna, début des années 2000), à Planoise (mosquée Al-Fath, 2009) ou à Montrapon-Fontaine-Écu (mosquée de Fontaine-Écu, 2010) en plus des salles de prières dais isséminées dans la ville. En 2010, les lieux de prières les plus fréquentés sont la mosquée Sunna de Saint-Claude, la salle des Montarmots, la mosquée Al-Fath de Planoise, la salle des Clairs-Soleils puis celle de Châteaufarine (voir la rubrique Les mosquées et associations). Cependant, les communautés musulmanes bisontines et françaises connaissent également de nombreuses polémiques, notamment sur la burqa,, la place des minarets en France et aussi mais de façon moins directe sur la question de l'identité nationale (voir la rubrique L'opposition à l'« islamisation »).
Dans certains quartiers de la ville, la présence de la communauté arabo-musulmane est très visible. Ainsi, à Planoise, et notamment dans le secteur de Cassin, l'économie est essentiellement fondée sur les commerces traditionnels liés à l'immigration maghrébine et asiatique. Ainsi, toutes les boucheries de Planoise sont de type halal ou kascher et un grand nombre de restaurants et épiceries proposent des produits issus de l'abattage rituel. Outre le secteur alimentaire, on trouve des magasins de vêtements traditionnels orientaux ainsi que des « bazars » proposant des objets d'art ou de culte d'origine arabo-musulmane. Cette présence est également visible dans d'autres parties de la ville comme dans le centre historique et surtout à Battant, où des restaurants maghrébins, des kebabs ainsi que des « bars chicha » ont connu une forte expansion durant ces dix dernières années. Toutefois, le projet d'un Quick halal dans la ville n'est pas prévu à court terme.

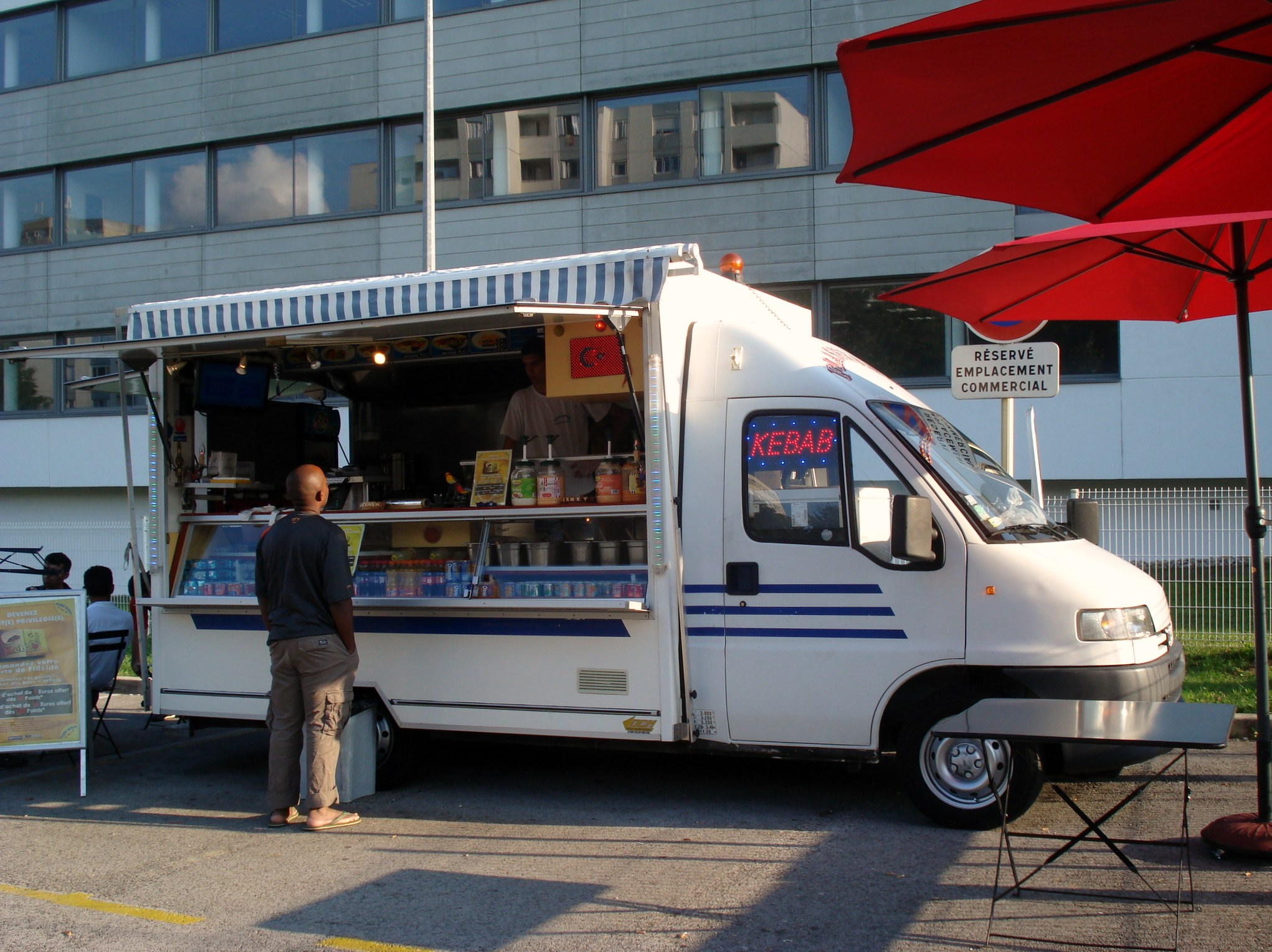
Un camion de kebabs turcs typique, situé rue des Causses à Besançon (2010).

La communauté dispose de deux radios : radio Sud, une antenne locale créée en 1983 spécialement pour les Algériens et les musulmans de la ville, émettant à Besançon et dans son agglomération, considérée aujourd'hui comme un véritable marqueur de la vitalité de la scène algéro-bisontine, ainsi que la radio nationale radio Orient, véritable « lien » entre l'Orient et l'Occident.
La maison d'arrêt de Besançon compte au moins 65 % de prisonniers musulmans, d'après le site Ceras-projet.org, ce qui ne serait pas une situation exceptionnelle d'après le quotidien américain The Washington Post, puisqu’entre 60 et 70 % de la population carcérale en France serait de confession musulmane,.
En 2009, la municipalité doit trancher la question de la cuisine halal dans les cantines : après la demande par un nombre de plus en plus grand de familles de l'introduction de nourriture halal (définissant les aliments permis pour les musulmans) dans les cantines scolaires, la municipalité décide que toutes les cantines scolaires resteront non confessionnelles. En janvier de la même année, la communauté s’implique dans les manifestations pro-palestiniennes lors d'un appel lancé par le Centre culturel islamique de Franche-Comté (CCIFC), le 10 janvier 2009, où plus d'un millier de personnes se rassemblent place de la Révolution. Par la suite, de nouvelles manifestations sont organisées, notamment le 5 juin 2010 après l'abordage de la flottille pour Gaza, avec le soutien, entre autres, du CCIFC.
En 2010, l'islam serait la seconde religion des Bisontins après le christianisme mais dans des proportions plus fortes qu'au niveau national, selon les principaux représentants spirituels de la ville. Cette affirmation est confirmée par la radio France Bleu Besançon, qui chiffre le nombre de musulmans à Besançon à 15 000 personnes soit 13 % de la population totale de la ville, obtenant un pourcentage un peu plus élevé qu'au niveau national, chiffré à environ 8 à 10 % de la population totale du pays selon certaines sources (cinq à six millions de musulmans sur une population de 63 millions d'habitants pour Le Point ou Le Figaro,), et de 3,1 à 3,7 % en 1999 selon d'autres sources,.
Une enquête réalisée par Najib Kawtar auprès de quelques musulmans de la capitale comtoise révèle que la pratique n'est pas toujours associée à la croyance, et que les cinq prières quotidiennes recommandées par l'islam ne sont pas toujours observées en raison de l'activité professionnelle, ou sont seulement respectées en période de fêtes religieuses. Le jeûne de ramadan est nettement plus respecté que l'Aïd el-Kabir ; le sacrifice du mouton n'est pas toujours observé, souvent faute de moyens financiers. Cette même enquête montre que, pour les étrangers musulmans de la ville interrogés, la religion islamique est plus facilement praticable dans leur pays d'origine qu'en France, ceux-ci redoutant en effet l'hostilité à l'égard de leur culte. Les Français musulmans pensent quant à eux que l'État est le garant de leurs droits en matière de religion, et qu'il est largement possible d'être à la fois citoyen français et musulman, l'islam étant une affaire personnelle au même titre que les autres religions. Pourtant l'islam souffre d'une mauvaise image chez les Français non-musulmans, notamment à cause du conflit au Proche-Orient, de la révolution islamique en Iran ou encore des opérations terroristes,.

### Composition de la communauté actuelle

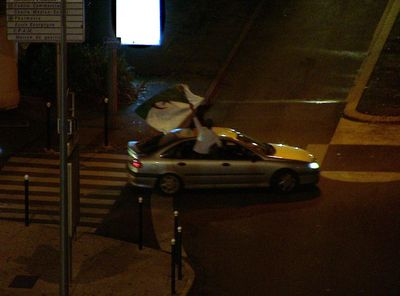
Les Algériens, première communauté étrangère de la ville. Ici une voiture où des passagers brandissent un drapeau de l'Algérie à Planoise lors de la qualification pour la coupe du monde de football de 2010.

Au début du XXIe siècle, la communauté est composée d'un grand nombre de Bisontins originaires d'Afrique du Nord, et plus particulièrement du Maghreb (Maroc, Algérie et Tunisie) d'où la première génération a émigré après la Seconde Guerre mondiale et surtout dans les années 1950-1960. Les Français musulmans forment la majorité de cette première génération, et sont à l'origine de la plus grande partie de la communauté musulmane de la ville, même si les plus jeunes sont moins scrupuleux quant à la pratique de l'islam que leurs aînés. Une petite minorité de la population venue d'Afrique du Nord est cependant juive et les séfarades Pieds-Noirs représentent actuellement un pourcentage significatif des juifs de la ville. Les Algériens constituent la plus grande communauté étrangère de la ville avec une population estimée à 1 933 individus, dont une grande partie est originaire de la Wilaya de Khenchela, dans les Aurès. La communauté marocaine est en seconde position avec 1 485 individus, quant aux Bisontins originaires de Tunisie, ils sont proportionnellement trois fois moins nombreux en Franche-Comté que dans l'ensemble des régions métropolitaines, et constituent en 2010 l'une des plus petites ethnies de la région.
La ville comprend également d'autres populations musulmanes dont la présence est moins visible, venant de pays qui n'ont pas été colonisés comme la Turquie ou l'Indonésie ; d'autres ethnies sont aussi originaires de régions à majorité chrétiennes, comme c'est parfois le cas en Afrique noire. La communauté turque de la ville, constituée en 1999 de 482.5 personnes, s'est installée dans la capitale comtoise à partir des années 1970, mais plus particulièrement depuis les années 1980. Elle constitue une communauté de moyenne importance pour Besançon, devancée en nombre par les Portugais et les Italiens (avec respectivement 1 010 et 800 individus), bien que la Franche-Comté soit la région française accueillant le plus de Turcs après l'Alsace. Depuis une dizaine d'années, des musulmans originaires du Kosovo, de Bosnie, de Serbie et plus généralement d'Europe de l'Est se sont installés dans la capitale comtoise, donnant ainsi un nouveau visage à la communauté. Dans une moindre mesure, la communauté musulmane de Besançon est également représentée par des fidèles originaires de Mayotte, ainsi que par une population provenant d'Afrique subsaharienne et plus particulièrement d'anciennes colonies noires-africaines ayant immigré plus récemment. Quant aux asiatiques de confession musulmane, ils sont peu nombreux à Besançon et les immigrés originaires de cette région établis dans la ville sont majoritairement bouddhistes. Les « Français de souches » (nés en France de parents et grands-parents français[réf. nécessaire]) convertis à l'islam n'ont fait l'objet d'aucune étude au niveau local, mais les estimations au niveau national font état d'environ 60 000 personnes qui se seraient converties à l’islam, avec environ 3 600 conversions tous les ans. Ahmed Dahmani répertoria pas moins de quatorze nationalités différentes de personnes qui priaient à la mosquée de Planoise, dont des Algériens, des Marocains, des Tunisiens, des Mauritaniens, des Yéménites ou encore des Libanais.
Les musulmans de Besançon sont très majoritairement sunnites, de rite malékite pour les Francs-Comtois originaires du Maghreb, hanéfite de Turquie. Mais il existe aussi des alévis (une branche du chiisme), originaires de Turquie.       

## Les personnalités arabo-musulmanes de Besançon et sa région
La capitale comtoise compte quelques personnalités originaires du Maghreb, dont la plupart sont de confession musulmane. On peut citer Rachid Djebaili, un footballeur algérien ayant grandi à Planoise, Mohamed Louhkiar un footballeur marocain, Khedafi Djelkhir un boxeur d'origine algérienne, Ghani Yalouz un lutteur né à Casablanca, le conseiller municipal Michel Omouri ou encore Salah Gaham, gardien de nuit mort en essayant d'arrêter un incendie de voiture durant les émeutes de 2005.

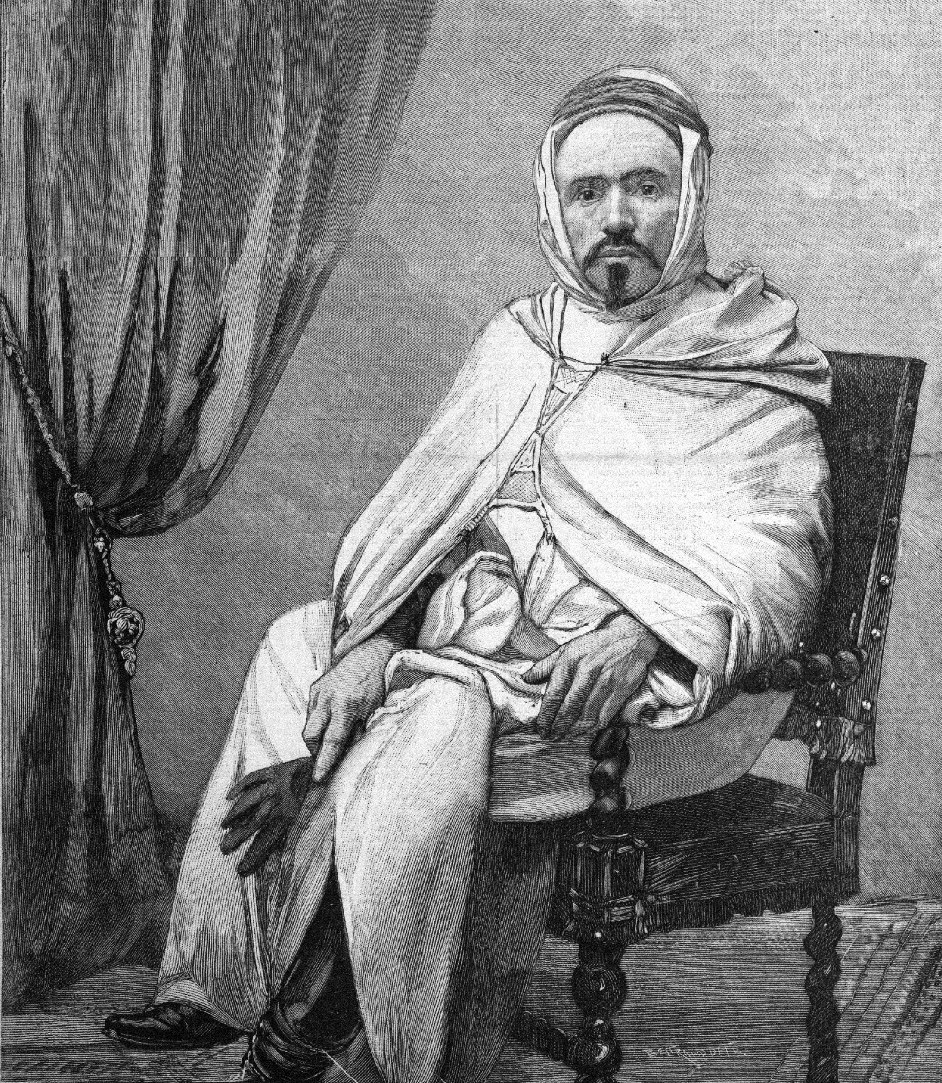
Philippe Grenier.

La ville compte plusieurs grandes familles issues de l'immigration, dont la plus importante et la plus connue est la famille Hakkar,. Originaire des environs de Khenchela, les Hakkar ont une histoire typique des familles algéro-musulmanes de la capitale comtoise. Merzoug Hakkar est l'un des premiers Algériens à immigrer dans la ville en 1957, après avoir combattu aux côtés de la France pendant la Seconde Guerre mondiale, puis pour l'indépendance de l'Algérie. Sa famille le rejoint dans les années suivantes, et petit à petit, les Hakkar forment la plus importante famille de la ville, comptant actuellement environ 1 000 membres. Les plus illustres d'entre eux sont le boxeur Morrade Hakkar et le cinéaste Amor Hakkar, mais d'autres membres sont aussi médecins, avocats, chefs d'entreprise.
Médecin et homme politique pontalissien ayant un impact médiatique considérable dans la région, Philippe Grenier est le premier député musulman de l'histoire de France,,. Né en 1865 dans la ville de Pontarlier, il effectue ses études secondaires dans la capitale comtoise avant de poursuivre à la faculté de médecine de Paris, puis revient dans sa ville natale. Philippe Grenier fait plusieurs voyages en Algérie, étudie les us et coutumes arabes ainsi que le Coran, avant de se convertir totalement à l'islam en 1894. Il entreprend par la suite un voyage dans la Masjid al-Haram de La Mecque, puis adopte le costume traditionnel algérien et se fait élire conseiller municipal de Pontarlier à son retour en France. Après le décès de l'ancien député du Doubs, Philippe Grenier se lance dans la campagne électorale et parvient à obtenir 51 % des voix au deuxième tour le 20 décembre 1896 ; il devient alors la curiosité de la presse régionale et nationale de l'époque. Les années suivantes, il se consacre moins à sa carrière politique, et est battu aux deux élections suivantes. Il meurt dans sa ville natale le 25 mars 1944 à l'âge de 79 ans, quelques mois avant qu'une unité de tirailleurs algériens ne libère Pontarlier des armées nazies. Ultimes hommages, un collège, une rue et la mosquée de Pontarlier portent son nom.
On peut également citer Éric Geoffroy, un islamologue arabisant et écrivain français reconnu, spécialiste du soufisme et converti à l'islam, né à Belfort en 1956.

## Les bâtiments et institutions arabo-musulmanes

### Les mosquées et associations
L'association Sunna (sunna signifiant « cheminement » ou « pratique(s) ») est fondée en 1987 par un groupe d'étudiants musulmans bisontins. Elle dispose depuis le début des années 2000 d'une mosquée : la mosquée Sunna, dite « mosquée des Algériens » établie sur un terrain cédé gratuitement par la ville de Besançon. C'est aujourd'hui la seule mosquée franc-comtoise comportant un minaret, avec la Mosquée Arrahma de Vesoul. L'édifice est situé au numéro 98 de la rue de Vesoul, au cœur du quartier de Saint-Claude. La mosquée est ouverte au culte pour les hommes et femmes, et propose également des cours de langue arabe et d'apprentissage du Coran pour les enfants et adultes. D'autres salles de prières existent dans les quartiers des Montarmots (mosquée Abou-Bakr), aux Clairs-Soleils, ainsi que dans le secteur de Châteaufarine (mosquée Al-Nour). Les musulmans de la Grette-Butte, et plus particulièrement de la cité dite des « 408 », se réunissent dans un hall du 6e dans le premier bâtiment. Une autre mosquée voit le jour dans le quartier de Montrapon-Fontaine-Écu, inaugurée le 2 novembre 2009, en présence du maire de la ville, Jean-Louis Fousseret, ainsi que des principaux représentants juifs et catholiques de la ville.

La mosquée Al-Fath.

Jusqu’en 2007, l’association Al-Fath, créée au début des années 2000, œuvre dans le quartier de Planoise dans un bâtiment appelé le « tripode », situé rue de Cologne, dans le secteur d'Île-de-France, ce même local servant également de lieu de culte pour les musulmans du quartier. Mais, en 2007, un programme de rénovation urbaine est mis en place prévoyant la démolition du « tripode », et la municipalité propose alors aux musulmans du quartier un terrain pour construire un lieu de culte. La ville loue pour 99 ans à la communauté le terrain pour un euro symbolique. Ne manquent plus alors que les fonds nécessaires à la construction du bâtiment, problème rapidement résolu grâce aux dons de centaines de particuliers. À partir de 2006, commence la construction de la mosquée Al-Fath au numéro 29 de la rue Clément Marot, à la limite de la commune d'Avanne-Aveney limitrophe du quartier. Le 25 mai 2008, le nouveau lieu de culte est inauguré en présence du maire et de plusieurs élus. Le terme Al-Fath signifie « le destin », la « conquête ». La mosquée tire donc son nom de la sourate 48 du Coran. L'association Al-Fath est consacrée à la pratique du culte musulman, à l'organisation d'activités sportives, de sorties et de voyages, de cours d’enseignements civique et religieux, mais aussi à l'aide et à l'accompagnement des musulmans dans certaines démarches administratives et à la lutte contre « la discrimination et la ségrégation ». Depuis 2008, Ahmed Dahmani est l'imam de la mosquée.

### Le cimetière musulman de Besançon
Le cimetière de Saint-Claude, situé dans le quartier éponyme, recueille depuis la Première Guerre mondiale la dépouille des soldats musulmans morts au combat. Une vingtaine de stèles de style oriental côtoient les autres tombes en croix latine des militaires métropolitains, tombés lors de la Première et de la Seconde Guerre mondiale. À proximité de ces dernières, un espace a été aménagé pour recueillir les tombes des musulmans civils et compte aujourd'hui une cinquantaine de sépultures, dont les plus anciennes remontent aux années 1960.

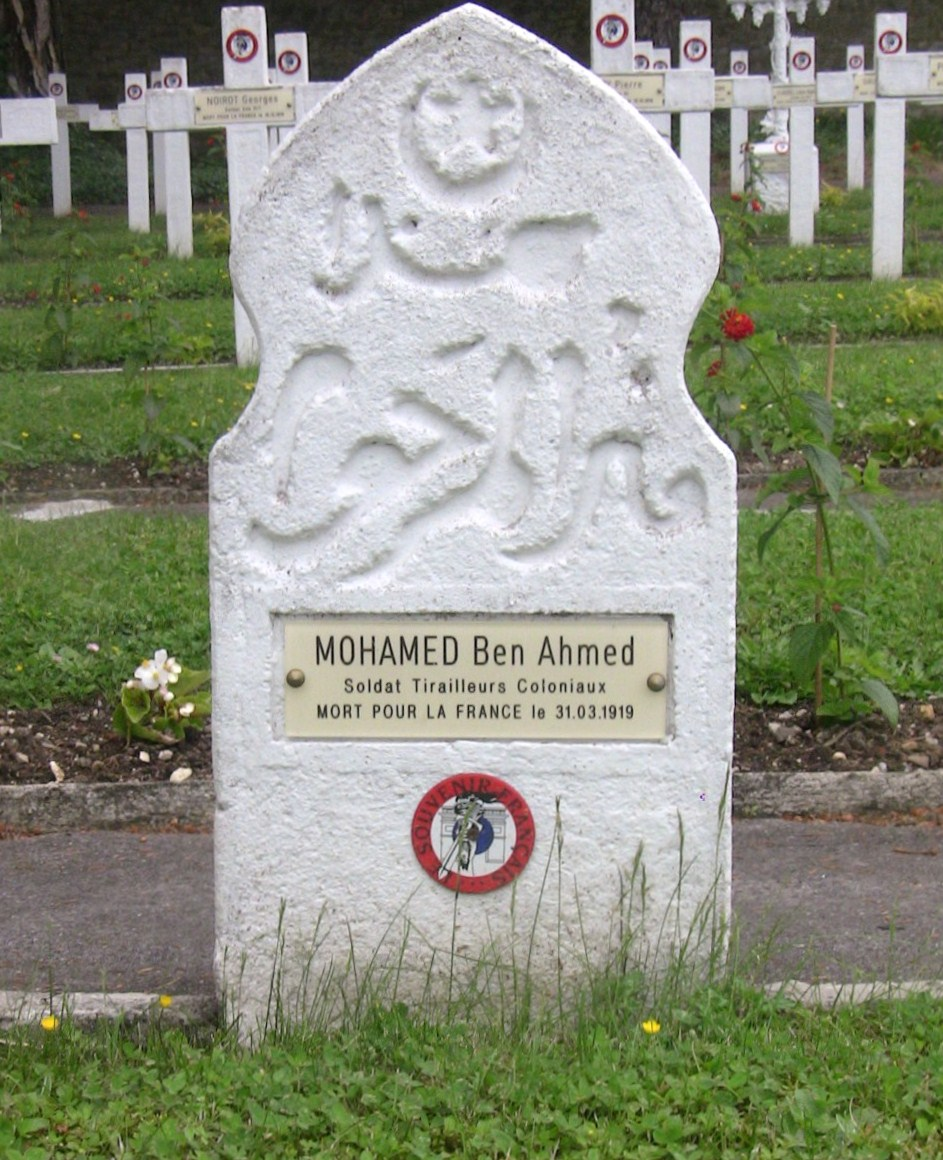
Détail d'une stèle musulmane.
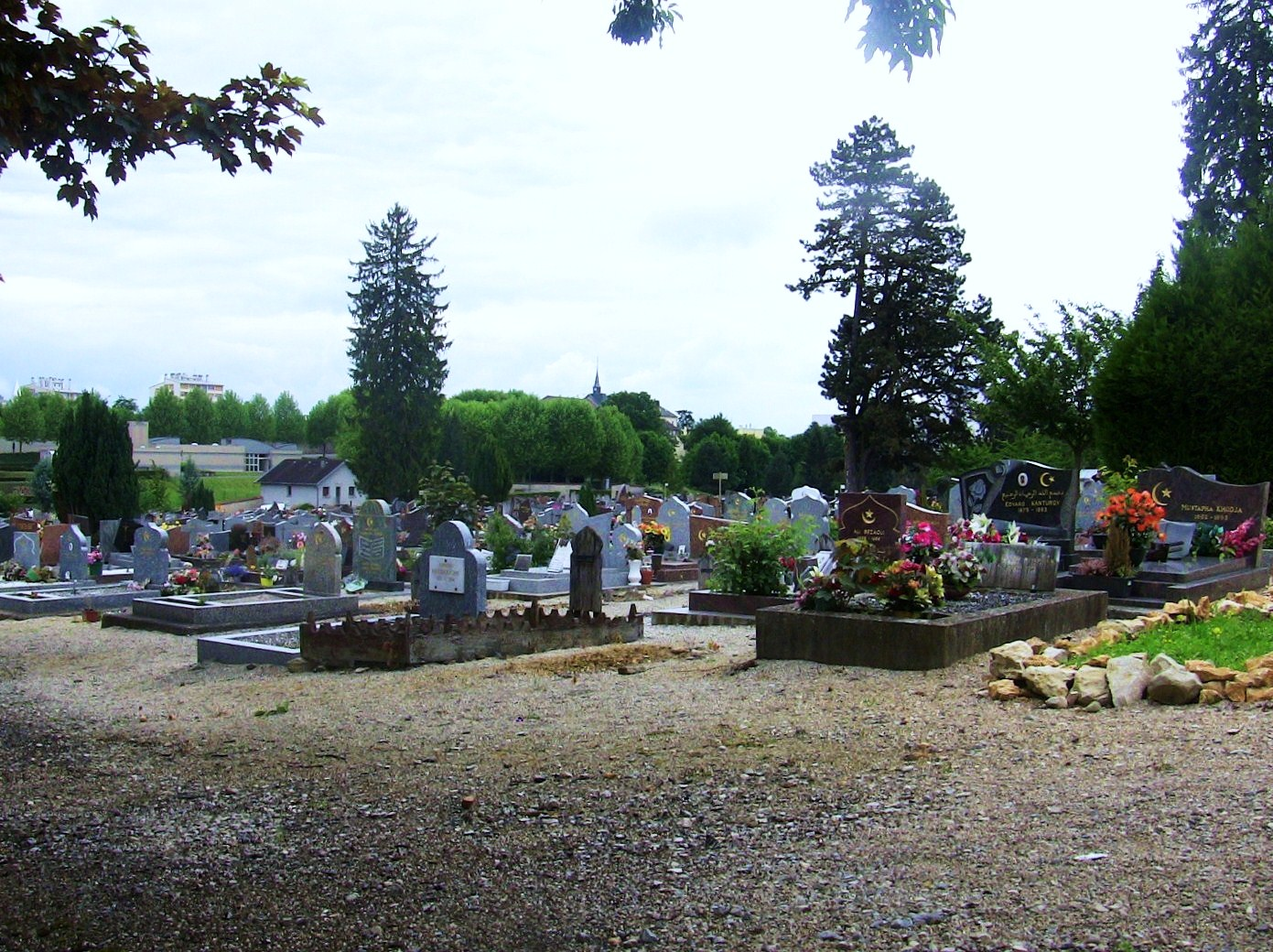
L'espace pour les civils musulmans.

## Aspect culturel et identitaire
L'islam est un mode de vie qui s'accompagne parfois en plus de l'aspect cultuel, des us et coutumes parmi lesquels on retrouve la langue, les codes vestimentaires ou encore les arts (et notamment la musique). Bien que ces cultures soient en général un peu oubliées, elles sont encore présentes en France et dans la capitale comtoise. L'arabe est la langue véhiculaire universelle de l'islam, et se parle en tant que telle par de nombreux musulmans y compris à Besançon et dans le reste de la France, où il est compris et correctement parlé dans 2 % des foyers bien que le français reste clairement la langue la plus parlée. Cependant il n'est pas rare d'entendre ces langues dans des lieux typiques de certains quartiers de la ville, comme dans des boucheries halal ou lors de marchés, notamment dans le quartier de Planoise. À noter également que certains mots arabes et étrangers sont présents dans l'argot français contemporain, notamment parce que les Français d'origine maghrébine sont une composante importante des populations des quartiers populaires.
Les habits traditionnels arabo-musulmans sont globalement peu portés, même si la présence de voiles islamiques et costumes traditionnels (essentiellement des hijabs ainsi que des djellabas) est occasionnellement visible, mais principalement portés par la première génération, d'origine maghrébine. L'imam de la mosquée de Planoise, Ahmed Dahmani, déclare à ce propos lors d'un témoignage : « le port du hidjab est prescrit par le Coran ; il est donc en principe obligatoire. Mais ici les femmes portent le voile volontairement ; le foulard, c’est pas être tout en noir, comme ce que je vois à Planoise. » Planoise, qui organise sa propre fête de la musique grâce à des habitants du secteur, propose des musiques de style oriental, kabyle, turc, kosovar ainsi que des musiques du monde montrant la diversité ethnique de la ville et faisant découvrir à ses habitants les musiques traditionnelles pour la plupart de pays musulmans. Cependant rares sont les chanteurs bisontins d'origine étrangère ayant interprété des chansons en d'autres langues que le français (ou l'anglais), la jeune génération préférant généralement le hip-hop et le rap.
Paradoxalement, bien que la jeune génération d'origine marocaine et maghrébine soit moins scrupuleuse quant à l'application de la religion et des coutumes de ses parents, elle se considère plus comme étrangère que comme française et garde un contact régulier avec le pays d'origine de ses parents.

## L’opposition à l’«islamisation»

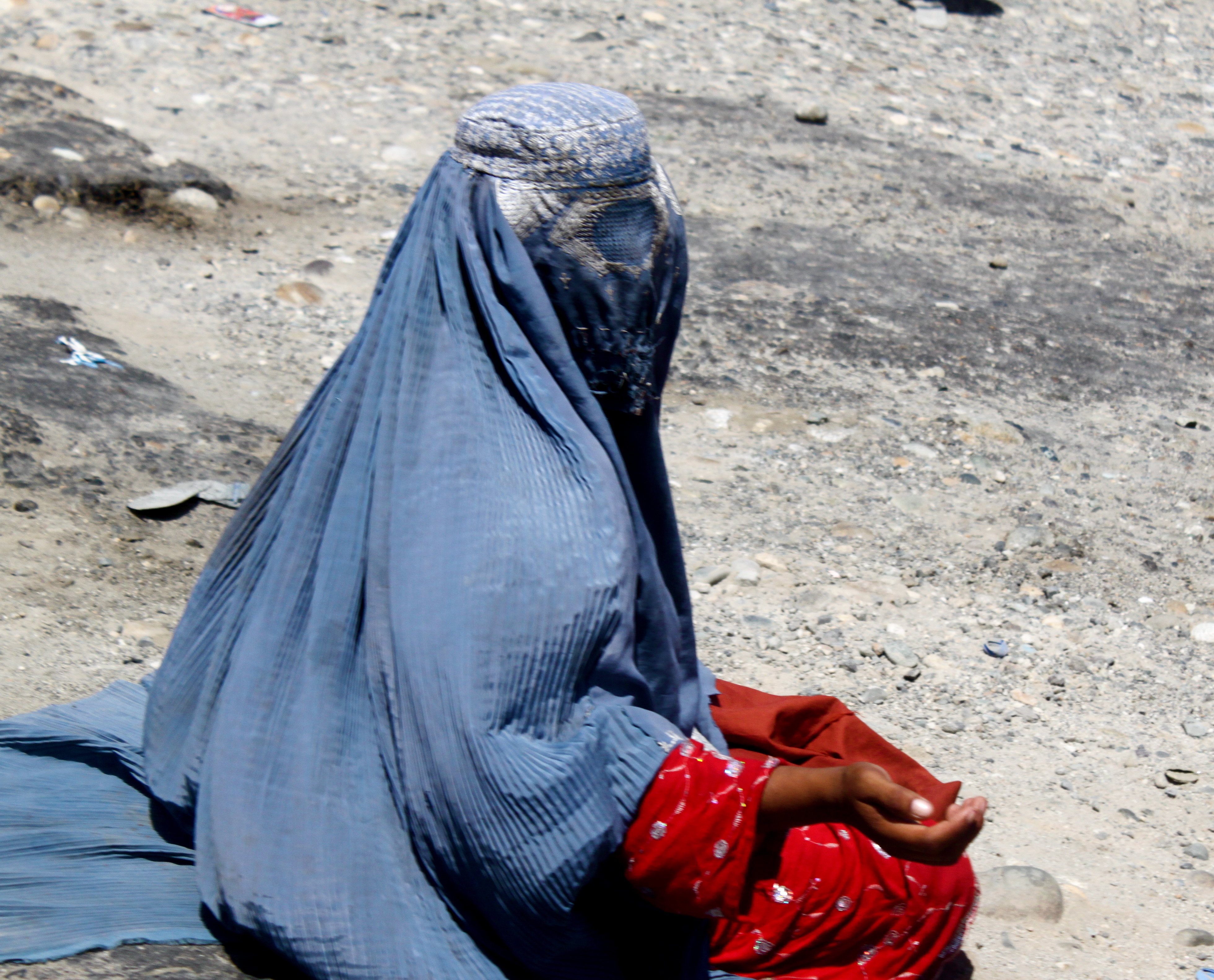
Le port de la burqa, objet de débats en France. Ici une femme en Afghanistan.

À Besançon, certains groupes politiques affichent très clairement leur opposition à l’islam, comme le Front national, mais aussi le Front comtois, un parti qui s’est notamment distingué par son engagement contre l’immigration et « l’islamisation française » lors des élections régionales françaises de 2010,. Le Front comtois a ainsi publié nombre d’affiches avec des slogans tels que « Ni minarets, ni burqas » ou encore « Islam, hors d’Europe ». Il s’est également fait remarquer par certaines de ses actions, comme lors d’une manifestation à Dole où des membres du parti ont défilé dans les rues revêtus d’un masque de porc afin de troubler le « Cercle de silence » organisé par Réseau éducation sans frontières pour soutenir des clandestins. Le Front comtois rassemblerait aujourd’hui environ une centaine de militants dans la région.
La construction de la mosquée Sunna a également provoqué l'indignation de certains, comme on peut le voir sur un site anti-islamique qui s’oppose à la construction de nouvelles mosquées. C'est ainsi qu'une page a été rédigée pour dénoncer la construction de ce lieu de culte, et invite les internautes à prévenir le conseil municipal ainsi que les futurs riverains pour ne pas dire « On ne savait pas... ». Le Front national de Franche-Comté s'émeut également d'un « safari banlieue » organisé par une troupe de théâtre dans le quartier de Montrapon-Fontaine-Écu, lors duquel se seraient tenues des « ventes de burqa ainsi que de fausses agressions ». Ce même parti s'était déjà vivement opposé à la construction d'une nouvelle mosquée à Montbéliard, ainsi qu'à Belfort, voyant cette dernière comme « la marque d'une conquête physique de l'Islam », « l'organisation en France de communautés étrangères soumises à la loi islamique [Charia], incompatible avec nos traditions et nos mœurs », ainsi que d'une « mise en place des conditions des conflits ethniques de demain ».

## Compléments